# Hrabstwo Harrison (Missisipi)
Hrabstwo Harrison (ang. Harrison County) – hrabstwo w stanie Missisipi w Stanach Zjednoczonych. Obszar całkowity hrabstwa obejmuje powierzchnię 976,15 mil² (2528,22 km²). Według szacunków United States Census Bureau w roku 2009 miało 181 191 mieszkańców.
Hrabstwo powstało w 1841 roku.

## Miejscowości
- Biloxi
- Gulfport
- D’Iberville
- Long Beach
- Pass Christian

## CDP
- DeLisle
- Henderson Point
- Lyman
- Saucier[4]

| Populacja hrabstwa w poprzednich latach | Populacja hrabstwa w poprzednich latach |
| Rok                                     | Liczba ludności                         |
| --------------------------------------- | --------------------------------------- |
| 1980                                    | 157 202                                 |
| 1990                                    | 165 365                                 |
| 2000                                    | 189 601                                 |
| 2005                                    | 193 810                                 |